# Ungdomens nordiska råd
Ungdomens nordiska råd, förkortat UNR, är en forumorganisation för Nordiska rådet. Den består av medlemsländernas partipolitiska ungdomsförbund.

## Historia
De nordiska ungdomsförbunden har sedan Nordiska rådets grundande 1952 hållit fristående seminarier inför rådets sessioner. Syftet med seminariet var att diskutera de ämnen som stod på rådets dagordning.
I slutet av 1960-talet diskuterades det att skapa en fristående organisation för ungdomsförbunden. En testsession hölls i Stockholm 1971. Skapandet av UNR som en oberoende organisation avfärdades, men de årliga seminarierna fortsatte. Under 70- och 80-talen fortsatte UNR med årliga seminarier. UNR kunde först påverka Nordiska rådets session 1987, där de fick möjlighet att presentera resultaten från seminariet.
Vid Nordiska rådets session 2002 i Esbo blev UNR till slut en oberoende permanent organisation. Organisationen skulle välja en president och ett presidium. Organisationen administreras från Finland.

## Medlemmar
Medlemsländernas partipolitiska ungdomsförbund är medlemmar i UNR. Dessutom har ett antal andra organisationer observatörsstatus.
Den här listan visar alla paraplyorganisationer som är medlemmar i UNR.
- GUN - Grön Ungdom i Norden
- FNSU - Föreningen Nordisk Socialdemokratisk Ungdom
- KDUN - Kristdemokratisk Ungdom i Norden
- NCF - Nordiska Centerungdomens Förbund
- NFU - Nordisk Frihets Ungdom
- NLU - Nordens Liberale  Ungdom
- NUU - Nordisk Ungkonservativ Union
- SNUS - Sammanslutningen för Nordiska Unga Socialliberaler
- SUN - Socialistisk Ungdom i Norden

Följande lista visar paraplyorganisationen som har observatörsstatus i UNR. Utöver de organisationer som nämns är också respektive lands ungdomsråd observatörer i UNR.
- FNUF - Föreningarna Nordens Ungdomsförbund
- Dávgi – Sameungdomarnas råd
- Sverigefinska ungdomsförbundet
- Kveeninuoert – Kvensk ungdomsnettverk
- Nordisk Samorganisation for Ungdomsarbejde
- Young Europeans in the Nordics and Baltics

## Presidenter
- 2003: Knud Edmund Berthelsen, Norge ( Unge Venstre, NLRU)
- 2004: Magnus Öster, Finland ( Svensk Ungdom, NCF)
- 2005: Andrés Jónsson, Island (Ungt jafnaðarfólk, FNSU)
- 2006: Lotta Backlund, Finland (Kokoomusnuoret, NUU)
- 2007: Tytti Seppänen, Finland (Suomen Keskustanuoret, NCF)
- 2008-2009: Lisbeth Sejer Gøtzsche, Danmark ( Konservativ Ungdom, NUU)
- 2010-2011: Minna Lindberg, Finland (Svensk Ungdom, NCF)
- 2012: Erik Winther Paisley, Danmark (Konservativ Ungdom, NUU)
- 2013: Silja Borgarsdóttir Sandelin, Finland (Svensk Ungdom, NCF)
- 2014: Jakob Esmann, Danmark ( Danmarks Socialdemokratiske Ungdom, FNSU)
- 2015: Kai Alajoki, Finland ( Demarinuoret, FNSU)
- 2016: Anna Abrahamsson, Finland (Svensk Ungdom, NCF)
- 2017: Espen Krogh, Danmark (Konservativ Ungdom, NUU)
- 2018: Kati Systä, Finland (Vihreät Nuoret, GUN)
- 2019: Barbara Gaardlykke Apol, Färöarna (Sosialistiskt Ungmannafelag, FNSU)
- 2020: Nicholas Kujala, Finland (Svensk Ungdom, NCF)
- 2021: Aldís Mjöll Geirsdóttir, Island (Ungt jafnaðarfólk, FNSU)
- 2022-2023: Rasmus Jungersen Emborg, Danmark (Danmarks Socialdemokratiske Ungdom, FNSU)
- 2024: Anders P. Hansen, Danmark (Liberal Alliances Ungdom, NLU)
- 2025: Alexander Winge, Sverige (Sveriges Socialdemokratiska Ungdomsförbund, FNSU)